# Rødby-Puttgarden (roman)
Rødby–Puttgarden är en roman av Helle Helle som utkom 2005 på Samlerens Forlag. 2006 utkom den översatt till svenska på förlaget Lindelöws bokförlag och norska på Förlaget Oktober, 2007 på nederländska på förlaget Uitgeverij Contact under titeln De veerboot vilket betyder "Färjan" och 2008 på tjeckiska på Nakladatelství Paseka under titeln Ženy bez mužů vilket betyder "Utan män".
Romanen fick kritikerpriset som bästa roman i Danmark 2005.
Romanen handlar om systrarna Jane och Tine, deras liv i Rødbyhavn och på deras arbete ombord på färjan till Puttgarden. Berättelsen är skriven ur Janes perspektiv och stilen är avskalad och realistisk. Jane uppmuntras av sin syster att studera vidare efter sin studentexamen, men hon hoppar av utbildningen och flyttar in hos Tine och hennes bebis Ditte. Deras relationer med män är kortvariga, precis som det var för deras mor och mormor, och de tyr sig först och främst till varandra, särskilt sedan deras mor dog.  
Helle är själv uppvuxen i Rødbyhavn och har arbetat i parfymdisken på färjan. Hon återvänder till 1980-talets Rødby i sin roman de från 2018.